# アニマルプラネット
アニマルプラネット（Animal Planet）は動物に関連する番組を提供するケーブルテレビ、衛星放送向けのチャンネルである。

## 歴史
1996年、ディスカバリーチャンネル等を運営するディスカバリー・コミュニケーションズと英国放送協会（BBC）の関連会社であるABCワールドワイドとの合弁により設立、同年放送開始。アメリカ合衆国および世界70カ国以上で視聴可能である。

## 主な番組
- 怪物魚を追え！

番組ホストのジェレミー・ウェイド（イギリスの生物学者・釣り師）が、ジャングルから未開の地まで、怪物魚を求めて世界各地を探検する人気シリーズ。テレビ朝日の深夜バラエティ番組『マツコ＆有吉の怒り新党』で紹介された。
- 動物警察
- 動物警察管区（英語: Animal Precinct）
- クジラ戦争（英語: Whale Wars）

2008年から放映。日本の調査捕鯨船への妨害行為で問題になった環境保護団体シーシェパードの活動を記録したドキュメンタリー番組。アニマルプラネット歴代2位の視聴率を稼ぎ出す人気番組に成長した。日本での放送予定はないが、オーストラリアなどの反捕鯨国では放送される予定。
- クロコダイルハンター

2006年9月4日、番組ホストのスティーブ・アーウィンがエイに胸を刺され亡くなった。これにより9月4日から3日間、全世界の放送局で番組の放送を取り止めることを決め、冥福を祈った。また2006年9月10日には、オーストラリア・アジア地域の放送局において、24時間のスティーブ・アーウィン追悼「クロコダイルハンター」スペシャル放送をした。
- スネーク・バスター（英語: The Snake Buster）
- 緊急救命獣医（英語: Emergency Vets）
- ジェフ・コーウィンの好奇心（英語: Corwin's Quest）
- ジェフ・コーウィンの探検旅行（英語: The Jeff Corwin Experience）
- ペットスター（英語: Pet Star）
- ポチたま

テレビ東京制作の動物バラエティ番組。日本のアニマルプラネットで再放送。
- マイアミ動物警察（英語: Miami Animal Police）
- ジャングルの達人（英語: King Of The Jungle）
- キラーハント（英語: Ultimate Killers）
- ニック・ベイカー野生の追跡（英語: Deep Into The Wild）
- 餌食になる前に（英語: Predator's Prey）
- モンキービジネス（英語: Monkey Business）

## 日本のアニマルプラネット

2008年10月から2019年3月まで使用されたロゴ

日本ではジュピター・プログラミング（現・JCOM メディア事業部門）、ディスカバリー・アジア社（ディスカバリー・コミュニケーションズ社100%出資）、Worldwide America Investments, Inc（BBCの関連会社）の合弁会社「アニマル・プラネット・ジャパン株式会社」（2012年1月1日、ディスカバリー・ジャパン株式会社に吸収合併）により2000年12月4日、放送を開始した。スカパー!プレミアムサービス（衛星一般放送事業者は、スカパー・エンターテイメント）、スカパー!（東経110度CS放送）（衛星基幹放送事業者は、フジテレビ系のサテライト・サービス）、ケーブルテレビ局などで視聴可能である。一部の番組はモバHO!「モバイル.n」でも放送されていた。一時期、BS-TBSでも一部の番組が放送されていたこともある。
2008年10月に、チャンネルのロゴがリニューアル。かつては放送中には緑色が基調のロゴが表示されていたが、リニューアル後は白色一色で「ANIMAL PLANET」のMが90゜横倒しになったアルファベットロゴと、同じく白で「アニマルプラネット」とカタカナで併記されたものが表示されるようになった。
2009年8月1日より、チャンネル名を「動物チャンネル/アニマルプラネット」に変更。また、同年8月23日には「動物検定」を実施した。2010年4月より、BSフジで「アニマルプラネットの世界」が毎週土曜日21:00-21:55に放送されるようになった。また、声優・歌手の水樹奈々が新たに番宣ナレーションを担当することが決まった。
2011年10月、ジュピターテレコム（J:COM）でハイビジョン放送「動物チャンネル/アニマルプラネットHD」の放送を開始した。
2012年2月1日、スカパー!e2（現・スカパー!）にて16:9の画角情報を付加し、フルサイズのSD放送を開始した。
2012年9月29日、スカパー!プレミアムサービスにてハイビジョン放送を開始。同時にチャンネル名称を「アニマルプラネット」に変更した。
2016年12月1日、スカパー!プレミアムサービスの衛星一般放送事業者がスカパー・ブロードキャスティングからスカパー・エンターテイメントに変更された。
2019年4月1日の放送より、ロゴマークをこれまで「Animal Planet」の文字のみで構成されていたデザインから、動物への好奇心や感動を示すシンボルとして「飛び跳ねるゾウ」をモチーフとしたロゴに変更した。
2024年9月19日、既にワーナー・ブラザース・ディスカバリーとの間でパートナーシップ契約を締結し、HBO並びにHBO Max（現・Max）作品を独占配信してきたU-NEXTは同日付で新たなパートナーシップ契約を締結し、Maxの作品を同月25日から独占配信することを発表した。配信作品の中にはアニマルプラネットも含まれているため、U-NEXTを経由する形で同チャンネルの作品が配信されることになった。
国内の放送は、以下の3つのコンセプトによってプログラムが組まれている。
ワイルドネイチャー
動物の生態系をありのままに紹介する。「ジェフ・コーウィンの好奇心」は、ここに該当する。
ヒューマンアクション
動物だけではなく、人間にもフォーカスされた番組が該当される。スティーブ・アーウィンなど、多くの動物保護活動家・生物学者・研究者が登場する。ドキュメンタリーやバラエティなどの番組がある。
フレンドリーアニマル
特に動物と人間の関係を探った（共存の求め方などの）番組が多く、こちらも多種多様の番組がある。

## 批判
『クジラ戦争』（原題：Whale Wars）は、危険な妨害行為を伝えながら反捕鯨団体シーシェパードの反捕鯨プロパガンダを一方的に紹介していると批判された（実際に撮影隊に参加したサイモン・ワーンも番組の編集姿勢を批判した）。また、同団体幹部が狙撃されたシーンなど、捏造ややらせ演出が指摘されている。

シーシェパードは、同番組を通じて飛躍的に知名度を上げ、同番組は支持者や寄付者を増やすための中核的な宣伝媒体となった。そのため、日本の捕鯨やイルカ漁を「食い物」（農林水産省幹部）にして、寄付金収入を増大させてきたという批判がある。2011年、日本政府は南極海調査捕鯨の中止を決めたが、これにはシーシェパードに肩すかしを食らわせ、これ以上の宣伝用の光景を撮らせることを防ぐことによって経済的な打撃を与えたいという日本側の隠れた狙いがあると報道された。日本鯨類研究所がシーシェパードを米国の連邦地裁に提訴した際、アニマルプラネットがシーシェパードを“海の英雄”として描き出すことで多額の寄付金が転がり込むようになったことに対して、「アニマルプラネットの道義的責任も問いたい」と話す関係者もいた。